# Ardisia conspersa
Ardisia conspersa är en viveväxtart som beskrevs av Egbert Hamilton Walker. Ardisia conspersa ingår i släktet Ardisia och familjen viveväxter. Inga underarter finns listade i Catalogue of Life.